# 1. PBT Lübeck
Das 1. Pool-Billard-Team Lübeck e.V. von 1981 (kurz 1. PBT Lübeck) ist ein 1981 gegründeter Billardverein aus Lübeck.

## Geschichte
1981 wurde in Mölln der PBC Grüne Bande gegründet, der zehn Jahre später in 1. BC Mölln von 1981 umbenannt wurde. Dieser wurde 1999 Fünfter in der 2. Bundesliga und stieg 2003 als Zweitplatzierter hinter dem BC Oberhausen in die 1. Bundesliga auf. Dort schaffte man in der Saison 2003/04 einen Punkt vor Oberhausen den Klassenerhalt. 2004 gewann der BC Mölln zudem durch einen Finalsieg gegen den BV Moers den deutschen 8-Ball-Pokal. In der Saison 2004/05 stieg man mit drei Punkten Abstand auf den sechstplatzierten PBC Joker Geldern in die zweite Liga ab. Dort kam man 2006 auf den siebten Platz und stieg somit erneut ab.
2012 wurde der Verein, der 2007 nach Lübeck gezogen war, in 1. PBT Lübeck umbenannt. Ein Jahr später erreichte man mit dem fünften Aufstieg in Folge die Regionalliga, nachdem man zwischenzeitlich in der Kreisliga gespielt hatte. In der Regionalliga kam die Mannschaft 2014 auf den dritten Platz, bevor sie 2015 als Fünftplatzierter in die Oberliga und 2016 als Neunter der Oberliga in die Verbandsliga abstieg.
Die zweite Mannschaft des PBT Lübeck spielt derzeit in der Landesliga.

### Platzierungen seit 2002
| Saison  | Liga (Spielklasse)     | Platz         |
| ------- | ---------------------- | ------------- |
| 2002/03 | 2. Bundesliga Nord (2) | 2             |
| 2003/04 | 1. Bundesliga (1)      | 6             |
| 2004/05 | 1. Bundesliga (1)      | 7             |
| 2005/06 | 2. Bundesliga Nord (2) | 7             |
| 2006/07 | nicht bekannt          | nicht bekannt |
| 2007/08 | nicht bekannt          | nicht bekannt |
| 2008/09 | Kreisliga A Süd (8)    | 1             |
| 2009/10 | Bezirksliga (7)        | 1             |
| 2010/11 | Landesliga (6)         | 1             |
| 2011/12 | Verbandsliga (5)       | 1             |
| 2012/13 | Oberliga (4)           | 1             |
| 2013/14 | Regionalliga Nord (3)  | 3             |
| 2014/15 | Regionalliga Nord (3)  | 5             |
| 2015/16 | Oberliga (4)           | 9             |
| 2016/17 | Verbandsliga (5)       |               |

## Aktuelle und ehemalige Spieler
(Auswahl)
| - Mirko Albrecht - Claudia Bornholdt - Pascal Bruckmann - Selahattin Demircik - Alexander Dremsizis - Bernd Gottschalk | - Benjamin Krüger - Alexey Pavlov - Fountoulokis Stelios - Jörg Winterstein - Werner Tesch |